# Васильєв Семен Васильович
Семен Васильович Васильєв (нар. 10 вересня 1919 — пом. 2007, Запоріжжя, Україна) — український радянський футболіст та тренер, виступав на позиції півзахисника.

## Ранні роки
Народився 10 вересня 1917 року в Кривому Розі. Строкову службу Семен Васильєв проходив у Москві, в окремій мотострілецькій дивізії особливого призначення НКВС СРСР, яка охороняла об'єкти ЦК ВКН (б) і радянського уряду. Учасник німецько-радянської війни. Брав уасть в обороні Москви, згодом передислокувалася до Харкова. Старшина Васильєв потрапив у штаб окремого полку управління МВС, служив креслярем-картографом. Нагородений Орденом Вітчизняної війни.

## Кар'єра гравця
Вихованець криворізького футболу. Під час строкової служби рав за збірну дивізії, мріяв потрапити в московське «Динамо», але завадила війна. У 1944 році перейшов у київське «Динамо». Дебютував у Першій групі 13 травня 1945 року в нічийному (1;1) домашньому поєдинку 10-о туру проти московського «Локомотиву». Семен вийшов на поле в стартовому складі та відіграв увесь матч, а на 28-й хвилині не реалізував пенальті. Дебютним голом у футболці киян відзначився 3 червня 1945 року на 78-й хвилині програного (1:5) домашнього поєдинку 3-о туру Групи 1 проти московських одноклубників. Васильєв вийшов на поле в стартовому складі та відіграв увесь матч. Того сезону був гравцем групи основи, в Першій групі відіграв 20 матчів та відзначився 2-а голами, ще 1 поєдинок провів у кубку СРСР. Наступного сезону втратив місце в складі, став гравцем резерву. У чемпіонаті СРСР зіграв по 2 матчі за перший та дублюючий склад «Динамо». По завершенні сезону покинув розташування «Динамо». Потім виступав в алматинському «Динамо» та харківській «Зірці».
Виступаючи за харківську «Зірку», яка часто зустрічалася з «Металургом», своєю впевненою грою звернув на себе увагу керівництво запорізького клубу, яке й запросило Семена до команди. З 1950 по 1952 рік захищав кольори «Металурга» (Запоріжжя). Починаючи з 1950 року «Металург» грає в першості республіки і три роки поспіль виходить у фінальну частину, де веде боротьбу з іншими переможцями зон за путівку в клас «Б». Це їм вдається за підсумками сезону 1952 року, завоювавши звання чемпіона України. Окрім золотих медалей «Металург» отримує статус команди майстрів і право брати участь в чемпіонаті СРСР. Успішно грали запорожці і в Кубку України, двічі (в 1951 і 1952 рр.) виграючи головний приз. Окрім цього, в 1951 році запорожці виграють ще три кубки — міста, області, і ЦС ДСО «Металург». У 1950 році «Металург» дебютує і в Кубку СРСР, де тако усішно виступає. Одним з ключових футболістів того «Металурга» був й Семен Васильєв, зіграв у 88 офіційних матчах команди. Проте зіграти з «Металургом» у Класі «Б» гравцю не судилося. На момент виходу «металургів» до Класу «Б» Семену виповниося 36 років. Незвааючи на прекрасну фізичну форму довсвідченого гравця, він не мав права грати в цьому турнірі, оскільки за регламентом, команди мали право заявляти гравців, які не були старшими за 26 років. Тому Васильєв був змушений завершити футбольну кар'єру.

## Кар'єра тренера
По завершенні кар'єри гравця розпочав тренерську діяльність. У 1953 році працював тренером у ДЮСШ міста Марганця (Дніпропетровська область). Потім протягом декількох років тренував футбольний колектив Дніпровського алюмінієвого заводу (Запоріжжя).

## По завершенні кар'єра
З 1957 по 1967 рік працював електролізником на Дніпровському алюмінієвому заводі (Запоріжжя). У 50 років вийшов на пенсію.
Помер 2007 року у Запоріжжі.

## Особисте життя
Був одружений з харків'янкою Зінаїдою.

## Досягнення
- Чемпіонат УРСР
  -  Чемпіон (1): 1952

- Кубок УРСР
  -  Володар (2): 1951, 1952